# Neoheterandria
Neoheterandria es un género de peces actinopeterigios de agua dulce, distribuidos por ríos de Panamá y Colombia.

## Especies
Existen tres especies reconocidas en este género:
- Neoheterandria cana (Meek y Hildebrand, 1913)
- Neoheterandria elegans Henn, 1916
- Neoheterandria tridentiger (Garman, 1895)